# Altmann
L'Altmann (2.436 m s.l.m.) è una montagna del Gruppo dell'Alpstein nelle Prealpi Svizzere. Si trova sul confine tra il Canton Appenzello Interno ed il Canton San Gallo.

## Caratteristiche
Si trova a nord di Wildhaus e circa a 5 km ad est del monte Säntis.